# Philippe Léonard
Philippe Léonard (* 14. Februar 1974 in Lüttich) ist ein ehemaliger belgischer Fußballspieler auf der Position eines Abwehrspielers, der ehemals für Standard Lüttich, AS Monaco, OGC Nizza, Feyenoord Rotterdam und Rapid Bukarest spielte.
Von 1995 bis 2005 spielte „Léo“ insgesamt 20 Mal für die Nationalmannschaft Belgiens. Er nahm an Fußball-Europameisterschaft 2000 teil. Mit Régis Genaux und Michaël Goossens bildete er „die drei Musketiere von Standard Lüttich“. Roberto Bisconti gehörte auch zu diesen Kameraden.

## Erfolge
- Französischer Supercupsieger: 1997